# مسعى التنين (لعبة فيديو)
مسعى التنين (ドラゴンクエスト دوراغون كويسوتو) أو دراغون كويست (بالإنجليزية: Dragon Quest)‏ هي أول لعبة تقمص أدوار في سلسلة مسعى التنين. طورتها شونسوفت لمنصة نينتندو إنترتينمنت سيستم ونشرتها إنكس في اليابان في 1986 وكذلك نشرتها نينتندو في أمريكا الشمالية في 1989 باسم محارب التنين (بالإنجليزية: Dragon Warrior)‏. مسعى التنين قد حُمِلت و‌أُعيد إنتاجها لمنصات عديدة تتضمن، إم إس إكس و‌بي سي-9801 و‌سوبر نينتندو إنترتينمنت سيستم و‌غيم بوي كولر و‌الهواتف المحمولة. في اللعبة، يتحكم اللاعبون بشخصية بطل مسؤول عن حماية مملكة أليفغارد وإنقاذ أميرتها من سيد التنانين الشرير. قصة مسعى أصبحت الثانية من ضمن ثلاثية. العديد من ألعاب الأنمي و‌المانغا قد ابتُكِرت حول هذه الحبكة العامة.

## وصلات خارجية
- مسعى التنين على موقع IMDb (الإنجليزية)
- الموقع الرسمي
- الموقع الرسمي
- مسعى التنين على موبي غيمز (بالإنجليزية)
- مسعى التنين للهواتف المحمولة على موبي غيمز (بالإنجليزية)